# Claudia Rusca
Claudia Rusca, född 1593, död 6 oktober 1676, var en italiensk kompositör och nunna.
Hon skrev Sacri concerti à 1–5 con salmi e canzoni francesi (Milano, 1630).